# Cutthroats de Denver
Le Cutthroats de Denver était une franchise professionnelle de hockey sur glace en Amérique du Nord qui évoluait dans la Ligue centrale de hockey. L'équipe est basée à Denver au Colorado.

## Historique
La franchise a été créée en 2012 et est engagée dans la Ligue centrale de hockey.